# 25298 Fionapaine
25298 Fionapaine è un asteroide della fascia principale. Scoperto nel 1998, presenta un'orbita caratterizzata da un semiasse maggiore pari a 2,9145247 UA e da un'eccentricità di 0,0460443, inclinata di 2,94254° rispetto all'eclittica.